# Федір Корибутович
Федір Корибутович (1380 — 1442) — литовсько-руський князь, прихильник великого князя литовського Свидригайла Ольгердовича. На думку Леонтія Войтовича, він та князь Федько Несвіцький — одна й та ж особа.

## Родовід
- Даниїл І (1201—1264), Король Русі, Великий князь Київський
- Лев I Данилович (1228—1301), Король Русі, Великий князь Київський
- Юрій І Львович (1252—1308), Король Русі, Великий князь Київський
- Анастасія Галицька, донька короля Русі Юрія І
- Ольгерд (1296—1377), Великий князь Литовський + Уляна Олександрівна (1325–1391), дочка Анастасії Юріївни (Галицької)
  -  Корибут-Дмитро Ольгердович (1358—1404), Князь Новгород-Сіверський, Чернігівський, Збаразький, Брацлавський, Вінницький.
    -  Федір Корибутович (1380–1442)

## Життєпис
Походив зі княжого литовського роду Гедиміновичів. Син Корибута-Дмитра Ольгердовича та княжни Анастасії Рязанської, дочки великого князя рязанського Олега Івановича. Про молоді роки мало відомостей.
У битві біля Вількомира 1 вересня 1435 року воював на боці Свидригайла, потрапив у полон і пробув в ув'язненні до загибелі Сигізмунда Кейстутовича у 1440 році. Помер у 1442 році.

## Родина
Дружина — Анастасія, княгиня Лоська. Несецький Каспер його дружиною назвав княжну Твері. Діти:
- Анна Федорівна (? — після 1493) — дружина земського маршалка литовського Петра Монтигердовича.
- Василіса (? — ?) — згадується в докментах 1444—1447 рр[5].
- Марія (? — ?) — згадується в докментах 1444—1447 рр.

## Федір Корибутович і Федько Несвизький
Син Дмитра, або Корибута, Ольгердовича та, правдоподібно, княжни Анастасії Рязанської. В джерелах згаданий у 1422-1440 роках. Плутають з Федором Несвіцьким. Під час суперечки між Ягайлом та Свидригайлом діяв в обидвох таборах. До 1911 року вважався членом рад великих князів Вітовта, Свидригайла, Жигмонта. 27 вересня 1422 року над озером Мельно разом з іншими литовськими князями — прихильниками Вітовта підписав договір. 19 червня 1431 року в Христмемлі виступає серед оточення Свидригайла. 8 лютого 1432 року війт з Братеан (пол. Brathean) в листі з Вовковиська до великого магістра тевтонців пише про нього як про прихильника Свидригайла. 15 жовтня 1432 року в Гродно підписав акт унії як прихильник Жигимонта Кейстутовича (також в Тракаї 20 січня 1433 року). Руські літописи вказують, що не мав нащадків; польські генеалоги, зокрема, Стрийковський Мацей, від нього виводять роди князів Порицьких, Воронецьких, Вишневецьких, Збаразьких.
1911 року дослідник Юзеф Пузина виступив з тезою про його ідентичність з Федором Несвіцьким, що викликало гарячу дискусію. Головним опонентом гіпотези був Владислав Семкович, який вказував на сфрагістичні докази та документи поселення Лоська.